# 興業銀行雙塔
興業銀行雙塔（法語：Tours Société Générale）是法國興業銀行的總部大樓，位於巴黎的郊區拉德芳斯商業區，行政上位於楠泰爾區。興業銀行雙塔由兩棟外型相同的大樓組成，高167公尺、37層樓，1995年完工。
興業銀行雙塔中的北塔名為阿利坎特大樓（Alicante），名稱來自於其內部裝潢使用的紅大理石的來源地，西班牙阿利坎特。另一座南塔名為沙薩涅大樓，其內部使用的白色大理石來自沙薩涅蒙拉謝。兩座大樓由法國本土建築師米歇爾·安德勞爾設計。